# Bergamaska

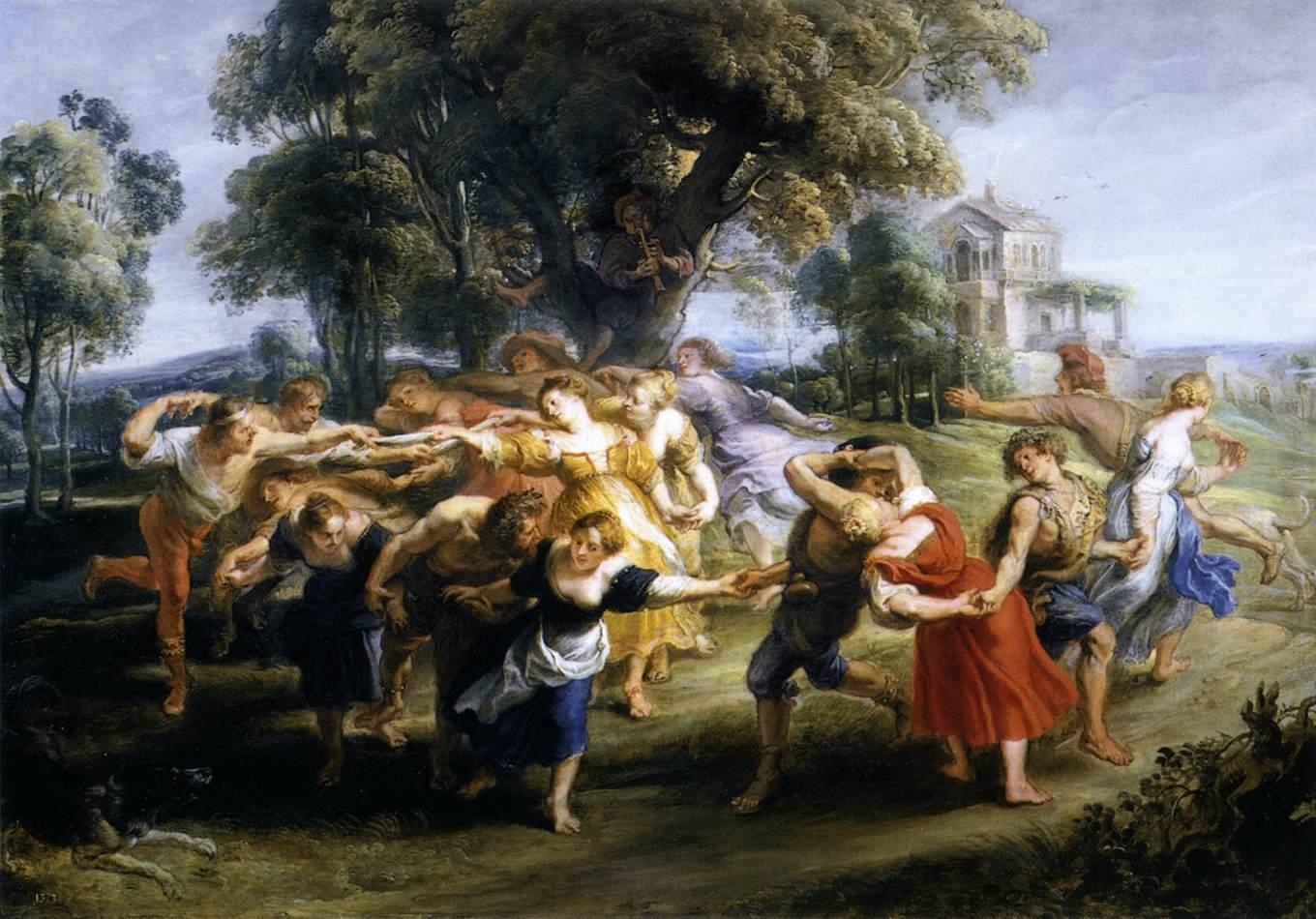
Bergamaska

Bergamaska (wł. bergamasca, od miasta Bergamo) – dawny ludowy taniec włoski, o żywym tempie i parzystym metrum, rozpowszechniony w Europie w XVI  – XVII wieku. Opracowania muzyczne tego tańca pozostawili Girolamo Frescobaldi, Giovanni Salvatore, Samuel Scheidt i inni kompozytorzy.
Bergamaska była znana również w Polsce – jest zawarta w „Tabulaturze ostromeczewskiej” pochodzącej z ok. 1640 (pod zniekształconą nazwą Pagamoszka).